# Александр з Ег
Александр з Ег (дав.-гр. Ἀλέξανδρος ; I ст.) — філософ-перипатетик, учень Созигена Александрійського  та наставник Нерона.   Жив у Римі в I ст.
Він написав коментарі до праць Аристотеля «Категорії»  та  «Про небо». У XIX  з Александру з Ег помилково намагалися приписати деякі твори Александра Афродизійського.